# Podhradí (okres Cheb)
Obec Podhradí (německy Neuberg nebo také Neuberg bei Asch) se nachází v okrese Cheb, kraj Karlovarský. Žije zde 214 obyvatel.

## Geografie

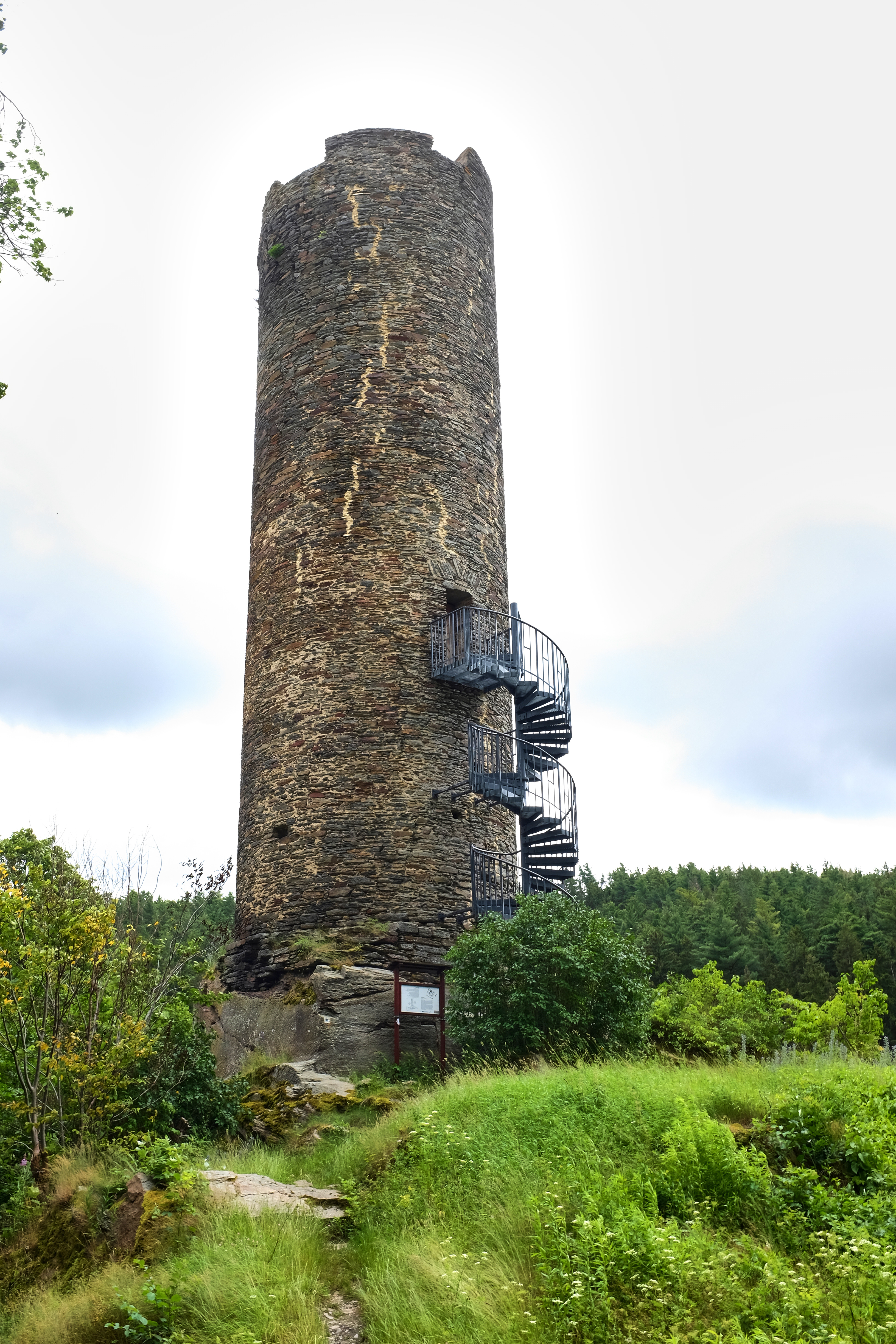
Věž hradu Neuberg

Podhradí leží po levé straně Ašského potoka přibližně 5 kilometrů severně od Aše, v nadmořské výšce 562 metrů. Obec se rozkládá pod ostrohem, na němž stojí zbytky hradu Neuberg ze 13. století.
Podhradí bylo před druhou světovou válkou samostatnou obcí, poté tvořilo jednotnou obec spolu s vesnicemi Doubrava a Kopaniny. V roce 1975 bylo připojeno k Aši, a od roku 1990 je opět samostatnou obcí.
K Podhradí patří samota Marak, ve které stojí 12 domů. V minulosti patřily k Podhradí také usedlost se zámkem Smrčina a vesnice Elfhausen a Kamenná, z nichž Elfhausen již samostatně neexistuje a Kamenná dnes spadá pod obec Krásná.

## Historie
První zmínka o obci pochází z roku 1288, kdy císař Rudolf Habsburský předává hrad Neuberg jako léno pánům z Plavna poté, co jeho majitel, Albrecht z Neubergu umírá. Plavenští léno obratem převádějí na Neubergy příbuzné se zemřelým Albrechtem. Za vlády Karla IV. byl hrad napaden a rozbořen. Později byl však opraven. V roce 1392 zdědil Podhradí Konrád ze Zedtwitz, jenž byl manželem Hedviky z Neubergu. Podhradí se stává centrem vlády Zedtwitzů na Ašsku. Ti postupně skupují většinu ašského území. V roce 1422 vyjímá císař Zikmund Lucemburský všechna Zedtwitzká území ze soudních pravomocí města Chebu. Vyjadřuje tím vděčnost za to, že se Zedtwitzové neúčastnili husitských válek.
V roce 1470–1490 Zedtwitzové staví v Podhradí kostel Dobrého pastýře, který je 16. století přestavěn.
V roce 1610, po velkém požárů přestává být Podhradí centrem Zedtwitzkého ašského panství. Rodina se v té době rozděluje na několik částí, které se přesouvají do nově vzniklých zámků v Kopaninách, Smrčině, Doubravě, Aši a dvou zámků v Podhradí. Tento stav zůstává víceméně ustáleným až do roku 1945.
V roce 1717 je v Podhradí postavena nová škola, jejíž budova již nestojí. V dnešní době v Podhradí škola není, kvůli nedostatku žáků. V roce 1902 je při požáru zničen Horní zámek včetně pivovaru, a již není nikdy obnoven. Spodní zámek je zničen o pár let později. Zbytky z obou zámků a hradu dlouhou dobu chátraly, od 21. století se obec snaží zachraňovat alespoň tyto ruiny.
V 18. a 19. století nabývá Podhradí na síle. V polovině 19. století zde žije skoro dva tisíce obyvatel, kteří se živí především v textilních továrnách, papírnách a v zemědělství. Druhá světová válka je však pro Podhradí osudná. Vysídlení německých obyvatel má za následek téměř vylidnění obce, a roli zde hraje také velmi špatná dosídlovací politika. Od roku 1947 do roku 2001 počet obyvatel stále jen klesal.
V roce 2009 se kvůli velmi tíživé finanční situaci mluvilo na podhradském obecním úřadě o možném spojení se sousední obcí Krásná. K tomu nakonec nedošlo a situace se zlepšila. V roce 2011 obec dokonce požádala o zhotovení vlastního znaku a vlajky, které byly občany vybrány a jsou již v současné době v platnosti.

## Obyvatelstvo
Při sčítání lidu v roce 1921 zde žilo 2 009 obyvatel, z nichž byli dva Čechoslováci, 1 902 obyvatel německé národnosti a 105 cizozemců. K římskokatolické církvi se hlásilo 303 obyvatel, 1 701 k evangelické, pět bylo bez vyznání.
| Rok            | 1869  | 1880  | 1890  | 1900  | 1910  | 1921  | 1930  | 1950 | 1961 | 1970 | 1980 | 1991 | 2001 | 2011 |
| -------------- | ----- | ----- | ----- | ----- | ----- | ----- | ----- | ---- | ---- | ---- | ---- | ---- | ---- | ---- |
| Počet obyvatel | 1 461 | 1 392 | 1 466 | 1 618 | 1 737 | 2 009 | 1 360 | 454  | 321  | 257  | 180  | 138  | 166  | 175  |
| Počet domů     | 179   | 172   | 191   | 187   | 205   | 192   | 207   | 313  | 87   | 72   | 49   | 63   | 66   | 70   |

## Obecní správa
V letech 1850–1920 k obci patřily Doubrava a Kopaniny a v letech 1850–1947 také Kamenná.

## Památky
- 22 metrů vysoká věž hradu Neuberg ze 13. století
- Trosky Horního a Dolního zámku
- Kostel Dobrého pastýře z let 1470–1490
- Pomník obětem válek z let 1848–1849, 1859 a 1866 postavený v roce 1893
- Památník obětem první světové války
- Smírčí kříž u OÚ
- Smírčí kříž u samoty Marak

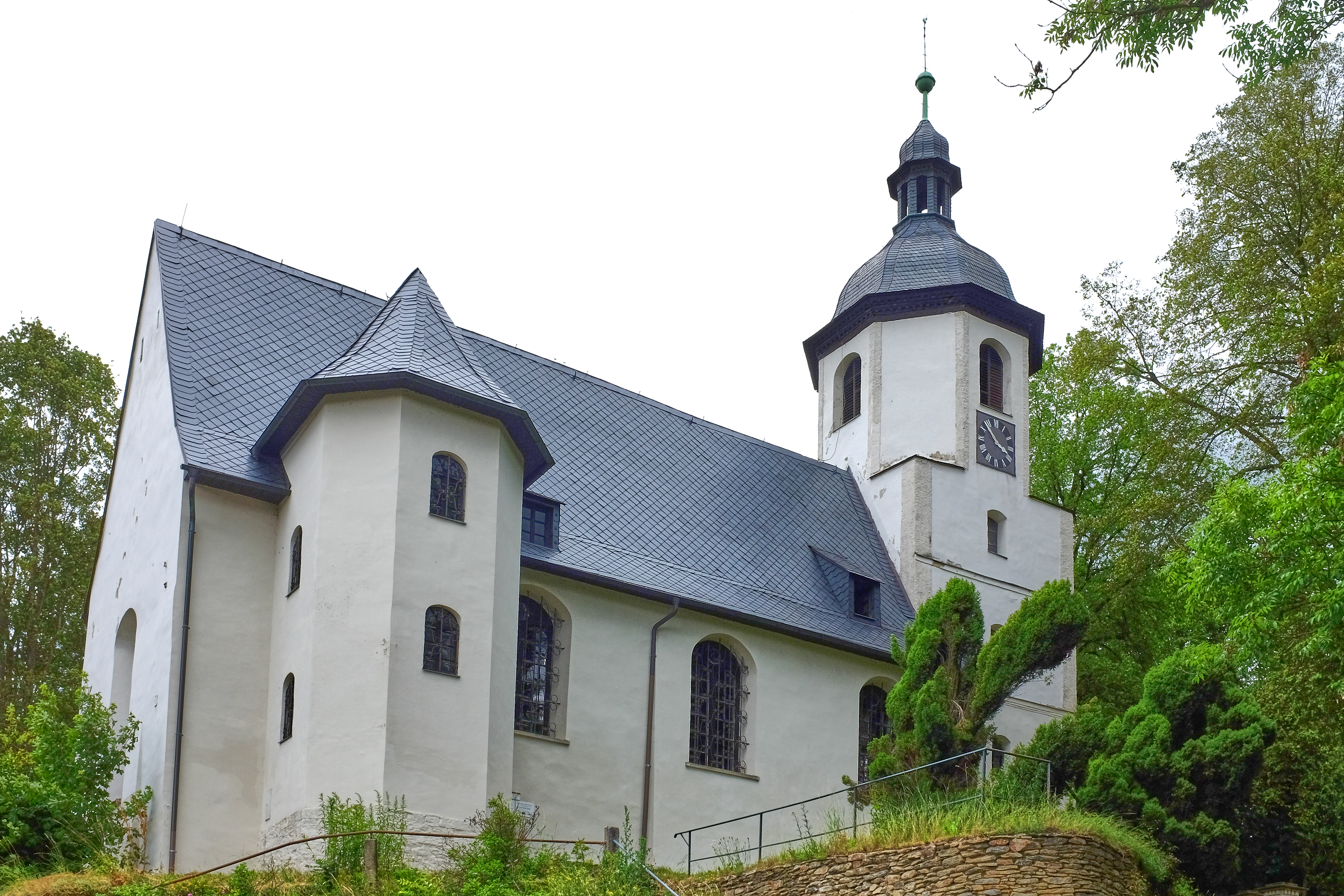
Kostel Dobrého Pastýře
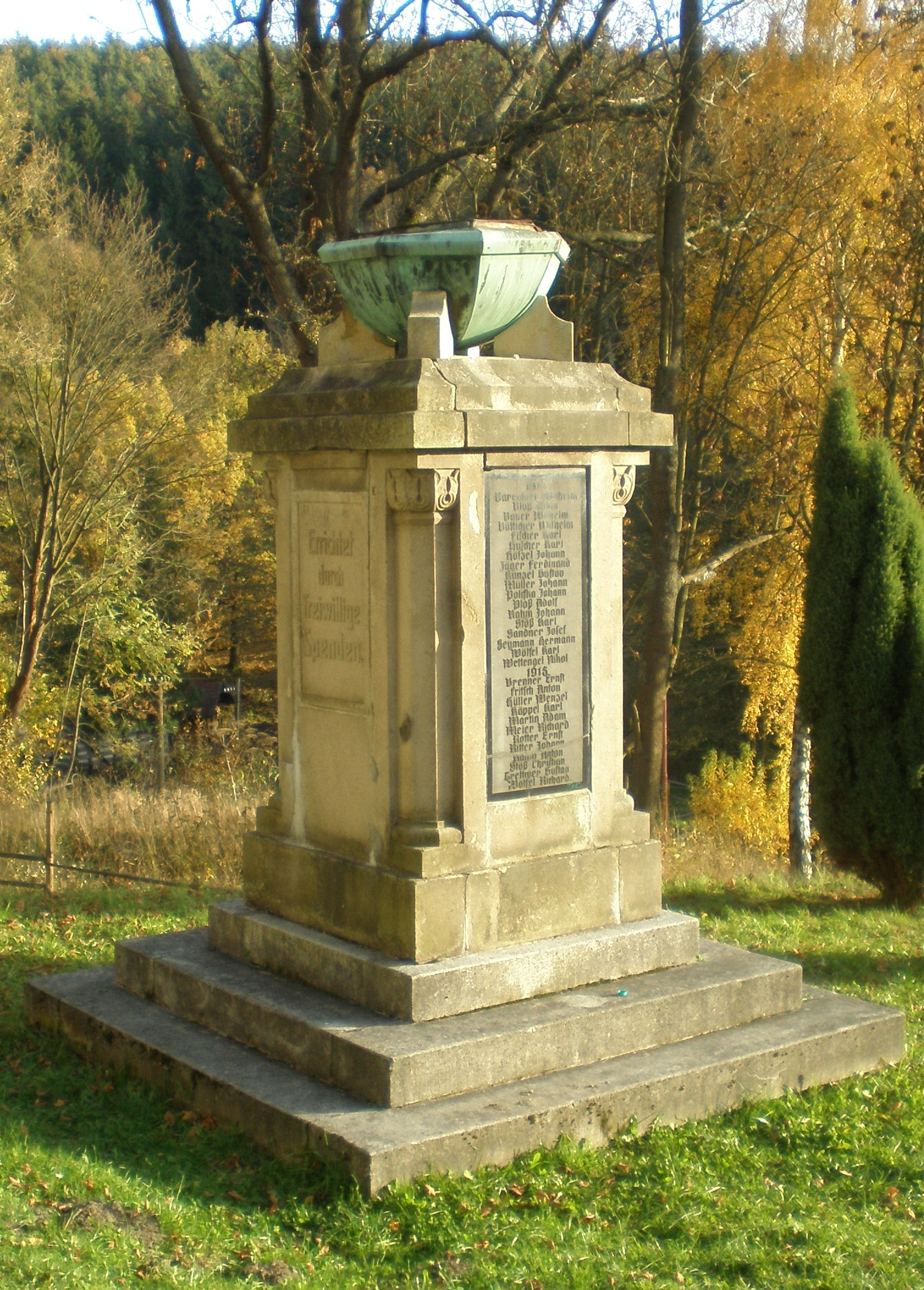
Památník obětem 1. světové války
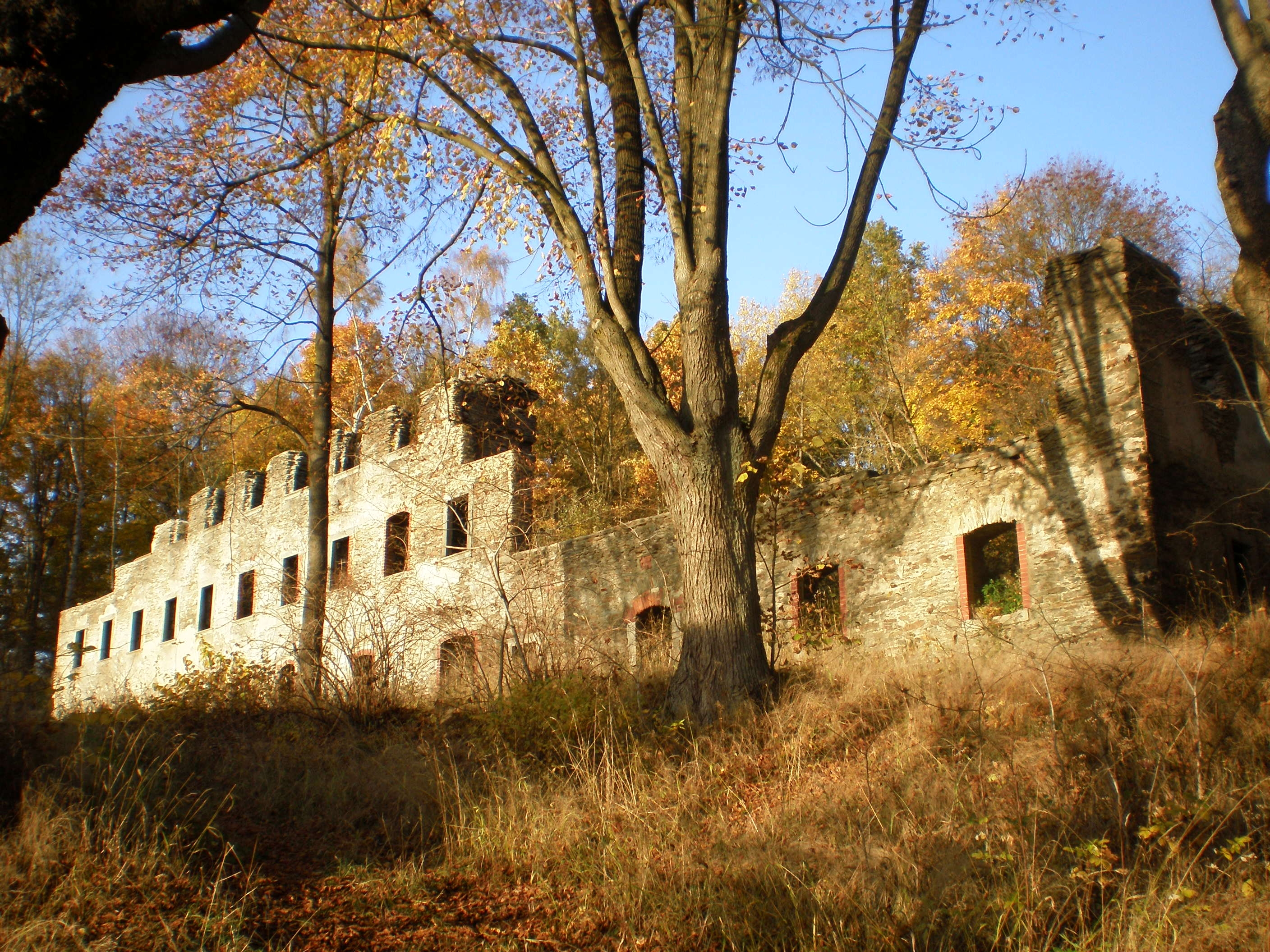
Trosky Horního zámku
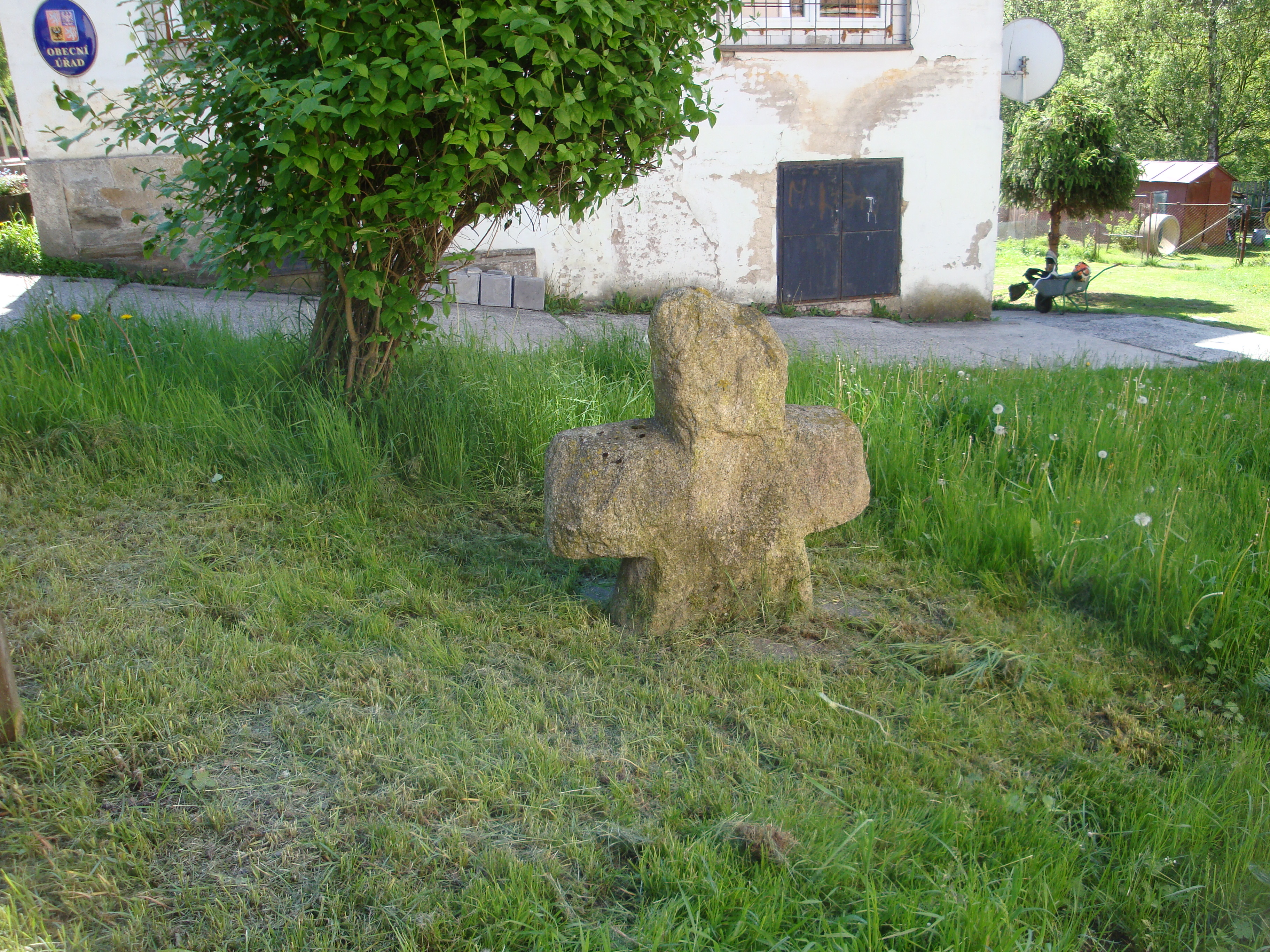
Smírčí kříž Podhradí

### Zaniklé stavby
- Větrný mlýn – u osady se zámkem Smrčina, Kamenná

## Kultura
V Podhradí se každoročně koná Podhradské posvícení, slavnosti pořádané místními občany a německými rodáky. Podhradské posvícení se koná v okolí prostor hradu Neuberg.

## Doprava
Obcí prochází silnice 216 z Aše, která dále pokračuje do Kopanin a Doubravy, kde končí na státní hranici s německým Saskem. Železniční zastávka Podhradí se nachází na trati č. 148 (Cheb-Hranice v Čechách), ale je umístěna poněkud "z ruky", ve vesnici Kamenná.

## Turistika
Podhradím prochází cyklistické trasy 2059 a 2061, a také modře a zeleně značená turistická trasa. V blízkosti se nachází přehrada Bílý Halštrov, která je vyhledávaným místem během turistické sezóny.
V roce 2011 obec realizovala projekt Naučné stezky, které vede okolo zřícenin hradu, zámků a kostela a v deseti bodech seznamuje návštěvníka s historií i současností obce. Za tímto účelem bylo také revitalizováno okolí hradu, které probíhá již několik let.
Při návštěvě toho nádherného místa nesmíte vynechat i soukromou kavárnu na začátku vesnice. LP Vintage Coffee Bartákovi.